# Мария Тереза Бурбон-Неаполитанска
Мария Тереза Каролина Бурбон-Неаполитанска е неаполитанска и сицилианска принцеса, последна императрица на Свещената Римска империя и първата императрица на Австрийската империя, съпруга на император Франц II.

## Произход
Тя е най-голямото дете на краля на Неапол и Сицилия Фердинанд IV Неаполитански и III Сицилиански, по-късно първи крал на Двете Сицилии, и на ерцхерцогиня Мария-Каролина Австрийска. Има седемнадесет братя и сестри:
- Луиза Мария Амалия (1773 – 1802), велика херцогиня на Тоскана, съпруга на Фердинанд III Хабсбург-Лотарингски /Тоскански
- Карл Тит (1775 – 1778), херцог на Калабрия, наследствен принц на Неапол
- Мария Анна (1775 - 1780)
- Франциск I (1777 – 1830), крал на Двете Сицилии, съпруг на Мария-Клементина Хабсбург-Лотарингска и на Мария-Исабела Бурбон-Испанска
- Мария Кристина Амалия Тереза (1779 – 1849), кралица на Сардиния като съпруга на Карл Феликс Савойски
- Мария Кристина Амалия (1779 - 1783), близначка на предходната
- Януарий Карл (1780 - 1789)
- Йосиф Карл (1781 - 1783)
- Мария-Амалия (1782 – 1866), кралица на Франция като съпруга на Луи-Филип I, херцог на Орлеан
- Мария Каролина (1783)
- Мария Антония Тереза Амалия (1784 – 1806), принцеса на Астурия като съпруга на Фердинанд, принц на Астурия
- Мария Клотилда (1786 - 1792)
- Мария Хенриета (1787 - 1792)
- Карл Януарий (1788 - 1789)
- Леополд Йоан Йосиф Михаил (1790 – 1851), принц на Салерно, съпруг на Мария Клементина Хабсбург-Лотарингска
- Алберт (1792 - 1798)
- Мария Изабела (1793 - 1801)

## Биография

### Императрица на Австрийската и Свещената Римска империя
На 15 август 1790 г. Мария-Тереза се омъжва за двойния си първи братовчед Франц, ерцхерцог на Австрия, крал на Унгария и Бохемия, който по-късно приема престола на Свещената Римска империя като император Франц II. Така първоначално Мария-Тереза приема титлата ерцхерцогиня на Австрия, Кралица на Унгария, Бохемия, Хърватия, Далмация и Славония. Двамата имат 12 деца. Бракът е щастлив, въпреки че двамата имат различни характери. Мария Тереза е описвана като спокойна личност с чувствено излъчване. Тя обича маскарадите и карнавала и ходи на балове, въпреки че е бременна. Има известно влияние върху съпруга си, както и интерес към политиката. Дава съвети на съпруга си и се смята, че е отговорна за уволнението на барон Йохан Баптист фон Шлойсниг и граф Франц Колоредо. Тя също е критична към Наполеон и тласка съпруга си във война срещу Франция.
Важна покровителка на виенския музикален живот, тя поръчва голямо количество музика за официални и лични цели. Йозеф Хайдн написва своя Te Deum по нейна молба и също така композира множество меси, за да отпразнува нейното управление. Сред любимите ѝ композитори са Павел Враницки (симфонии) и Йозеф Леополд Айблер (сакрални композиции).
През 1792 г., когато Франц се възкачва на престола на Свещената Римска империя като император Франц II, Мария-Тереза получава титлите: императрица на Свещената Римска империя и кралица на Германия.
Края на 18 и началото на 19 век се оказва трудно време за Мария-Тереза и семейството ѝ. Свещената Римска империя е изправена пред опасността, наречена Революционна Франция. От 1792 г. след френската анексия на Белгия, Рейнланд и други земи, принадлежащи на Австрийските Хабсбурги, започват серия революционни войни на Франция срещу Свещената Римска империя. Само до 1808 г. съпругът на Мария-Тереза участва в пет антифренски коалиции с Русия, Прусия, Англия, Неаполитанското кралство, Швеция и други държави, които водят войната срещу Франция с променлив успех, клонящ в полза на Наполеон Бонапарт. През 1804 г. император Франц II прокламира издигането на Австрия в империя като отговор на провъзгласяването на Наполеон Бонапарт за император на Франция и започва да се титулува Франц, I император на Австрия и II император на Свещената Римска империя, а Мария-Тереза получава титлата императрица на Австрия.
На 20 октомври 1805 г. австрийските войски са разгромени от Наполеон в битката при Улм. Мария-Тереза и семейството ѝ преживяват унижението да бягат от собствената си столица Виена, в която влизат французите. Въпреки това борбата срещу Наполеон продължава. На 2 декември 1805 г. обединените австро-руски войски претърпяват съкрушителен разгром от Наполеоновата армия в битката при Аустерлиц. Тази загуба окончателно поставя империята на колене. Франц II е принуден да моли за мир, подписан в Пресбург. От короната на Хабсбургите съгласно мира отпадат обширните територии на Венеция, Истрия и Далмация. Загубата на територии, жива сила и политически позиции в Европа е толкова голяма, че Франц I-II е принуден сам да прокламира края на Свещената Рисмка империя. Под властта на Франц I остават териториите на прокламираната през 1804 г. Австрийска империя. Така от 1806 г. Мария се титулува само императрица на Австрия, кралица на Унгария, Бохемия и Славония.

### Смърт
През зимата на 1806 г. Мария Тереза (бременна с дванадесетото си дете) се разболява от туберкулозен плеврит, който придворният лекар Андреас Йозеф фон Щифт решава да лекува с множество кръвопускания. Вместо да подобрят здравето ѝ, те я отслабват и довеждат до преждевременно раждане. На 13 април 1807 г. тя ражда момиченце, което я надживява няколко дни, а тя умира поради следродилни усложнения. Тялото ѝ е погребано в Императорската крипта, сърцето в Херцгруфт, а вътрешностите в херцогската крипта на катедралата „Свети Стефан“. Тя не доживява да види омъжването на най-голямата си дъщеря Мария-Луиза за Наполеон Бонапарт.

## Брак и потомство
∞ 15 август 1790 за Франц, ерцхерцог на Австрия, крал на Унгария и Бохемия, по-късно приема престола на Свещената Римска империя като император Франц II , от когото има четири сина и осем дъщери:
- Мария-Луиза Австрийска (1791 – 1847), втора съпруга на Наполеон Бонапарт
- Фердинанд I (1793 – 1875), император на Австрийската империя
- Каролина-Леополдина (1794 – 1795)
- Каролина-Луиза (1795 – 1799)
- Мария-Леополдина (1797 – 1826), омъжена за крал Педро I Бразилски
- Мария-Клементина (1798 – 1881)
- Йосиф-Франц (1799 – 1807)
- Мария-Каролина (1801 – 1832), омъжена за крал Фридрих II Саксонски
- Франц Карл Австрийски (1802 – 1878), баща на император Франц-Йосиф и Максимилиан I, император на Мексико
- Мария-Анна (1804 – 1858)
- Йохан-Непомук (1805 – 1809)
- Амалия (1807 – 1807)